# 菊地彩香
菊地彩香（日语：／ Kikuchi Ayaka */?，1993年6月30日—）是日本前女藝人、模特兒，為女子偶像團體AKB48前成員，東京都出身，前所屬經紀公司為尾木製作。菊地原為AKB48早期成員，2008年時因故離團，但又在同年通過七期研究生甄試而重新入團，成為第一個兩度加入AKB48的成員。2014年9月23日，自AKB48畢業，以模特兒為活動重心。2016年5月31日，自演藝圈引退。
2014年12月21日，菊地於官方blog公布已於2014年11月22日和圈外男性結婚，目前育有二子一女。

## 經歷

### Team B時代
2007年4月，作為第3期成員加入AKB48。在《浪漫、不需要》一曲中初次成為單曲選拔成員而正式出道，與柏木由紀、渡邊麻友成為Team B的主力成員。官網上寫的暱稱包括「あやりん」等。

### 大頭貼騒動
2008年7月末，疑似菊地與圈外男性交往的合照大頭貼在網路流出，翌月菊地因而停止參與公演，并在8月15日以「從事了欠缺作為AKB48成員自覺的輕率行為」的理由被宣布解雇。。同時，自同年6月起菊地加入的經紀公司Production尾木也宣布與其解除契約，起因為與菊地交往的男性在手機網站自介頁上貼出了兩人合照。其後，在解雇決定正式公布的8月15日，亦在網路引起極大話題。而因爲此次騷動，還引發了諸如菊地所在的中學校名在2ch上被曝光等侵犯隱私的問題。之後菊地在AKB官方手機網站中的畫面等相關內容均被刪除，只留下了Napster的《Baby! Baby! Baby!》的花絮影片。

### 作爲研究生回歸
2008年11月，菊地以第7期研究生的身分在選秀會中再度合格，並于12月20日舉行的演唱會上回歸AKB48。2009年1月18日，官方部落格上正式發表歸隊消息並參與演唱單曲《RIVER》。名字改为「菊地あやか」。
2009年8月23日舉行的AKB104选拔成员组阁祭夜間公演時宣布，2010年移籍至Team K。2010年3月12日正式升格至新生Team K，事隔502天後重新復歸爲正式成員。另外，因爲A、K、B三隊中，Team K最早以新體制開始進行公演，因此她與松井咲子一同成爲7期研究生中最早升格的成員。她在AKB48第14張單曲《RIVER》中，被選爲演唱B面曲《君のことが好きだから（因爲喜歡妳）》的成員「Under Girls」之一，並且成爲Team研究生中唯一入選《週刊YOUNG JUMP》特別組合Team YJ的成員，漸漸開始展現出原有成員的實力。隨後，自2010年3月1日起，事隔約1年半之後重新被「尾木制作」簽下，並于同月17日起加入了走廊奔跑隊。
2012年5月至6月，菊地在「AKB48第27張單曲選拔總選舉」獲得第51位，成為「Future Girls」一員。
2014年2月24日於Zepp DiverCity舉辦的「AKB48集團大組閣祭」時被移籍至NMB48 Team N，之後提出異議申請，移籍取消，同月27日續留AKB48 Team A（與她同隊的岩田華伶因被移籍至SKE48 Team S，同樣提出異議申請，亦得以續留AKB48 Team A）。

### AKB48離團後
2014年4月21日，菊地於AKB48劇場舉行畢業公演，而最終活動日期則訂於同年的9月23日。23日，成為彩妝雜誌《MAQUIA》專屬模特兒。
2014年9月23日，參加於橫濱國際平和會議場舉辦的「《勇往直前》劇場盤發售紀念大握手會」，至此，以AKB48成員身分參與的活動全部結束。

## 人物
- AKB在團時期的自我介紹詞是「ハイ、スマイリンリンリン、あやりんこと菊地あやかです」。
- 旧Team B時代與仲川遥香關係良好。成員中關係最良好的是佐藤堇。
- 喜歡偶像，人生最初買的CD是《LOVE MACHINE》[13]。2010年時侯是Berryz工房的熊井友理奈的大粉絲[14]。在08年透露過偶像和目標是大島優子。
- 声優水樹奈奈的粉絲[15][16]。
- 2014年11月22日，與圈外人士結婚，後於12月21日時在官方部落格向歌迷們表示已於前月結婚，並且已經懷孕的訊息。2015年4月30日，兒子誕生[17]。

## 所屬事務所經歴
1. AKS（2007年4月8日 - 2008年6月27日）
2. Production尾木（2008年6月28日 - 2008年8月14日解除契約）
3. AKS（2008年12月20日 - 2010年2月28日）
4. Production尾木（2010年3月1日 - 2016年5月1日）

## 相關團體
- AKB48、走廊奔跑隊、走廊奔跑隊7

## 音樂作品

### AKB48單曲CD選抜曲
- 浪漫、不需要
- 櫻花的花瓣們2008
- Baby! Baby! Baby!
- 「RIVER」中收錄
  - 因為喜歡你 - Under Girls名義
- 「櫻花印記」中收錄
  - Choose me! - Team YJ名義
- 「馬尾與髮圈」中收錄
  - 被偷了的唇 - Under Girls名義
- 「Beginner」中收錄
  - 專屬於我的value - Under Girls名義
- 「機會的順序」中收錄
  - ALIVE - Team K名義
- 「變成櫻花樹」中收錄
  - 偶然的十字路 - Under Girls名義
- Everyday、髮箍
- 「風正在吹」中收錄
  - 你的背影 - Under Girls名義
- 「崇尚麻里子」中收錄
  - 零和太陽 - Team K名義
- 「GIVE ME FIVE!」中收錄
  - 牧羊人之旅 - Special Girls B名義
- 「仲夏的Sounds good!」中收錄
  - 3滴眼淚 - Special Girls名義
- 「格子花纹中」收錄
  - Show fight! - Future Girls名義
- 「UZA中」收錄
  - 孤独的星空 - Team A名義
- 「永远的压力中」收錄
  - 我们的Reason
- 「So Long!中」收錄
  - Waiting room - Under Girls名義
  - Ruby - Team A名義
- 再见自由式
  - 活下去 - Team A名義
- 「恋爱幸运曲奇中」收錄
  - 猜想的橘子果酱 - Future Girls名義
- 「真心电流中」收錄
  - 快速与动体视力 - Under Girls名義
  - 倒数KISS - Team A名義
- 倘若在梧桐树的路上对你说“我梦见了你的微笑”之后我们的关系会有什么样的变化呢、我兀自持续想了好多天最后有点难为情地得到了一个结论
- 「勇往直前中」收錄
  - 早看穿你的谎言 - Beauty Giraffes名義

### 分組參加曲
TeamB 1st Stage「青春女孩」公演
1. 雨中動物園

TeamB 2nd Stage「想见你」公演
1. 嘆息的人偶
2. 玻璃般的我愛你
3. 從背後緊緊相擁
4. 里約的革命

※在全员曲的《裙襬飄飄》中作为前排成员（短裙飘7）而登场。
TeamB 3rd Stage「睡衣兜风」公演
1. 鏡中的聖女貞德

TeamK 4th Stage「最终钟声响起」公演
1. 對不起 我的寶石（伴舞）

TeamA 5th Stage「恋爱禁止条例」公演
1. 暴風驟雨之間（伴舞）
2. 盛夏的聖誕玫瑰（伴舞）
3. 傲嬌女生!

※板野友美的代役
TeamB 4th Stage「偶像的黎明」公演
1. 單戀對角線（伴舞）
2. 残念少女

※中塚智實的代役
team研究生「偶像的黎明」公演
1. 残念少女

TeamK 5th Stage「引体后空翻」公演
1. 如能被你緊擁

※佐藤夏希的代役
G-Rosso剧场公演「不要让梦想死去」
1. Confession

※板野友美和指原莉乃的替补
TeamK 6th Stage「RESET」
1. 為了明天而接吻

## 戲劇作品

### 電視劇
- 馬路須加學園 最終話（2010年3月26日，東京電視台） - 飾演 馬路須加女学園學生
- 馬路須加學園2 第2話 - 最終話（2011年4月22日－7月1日，東京電視台） - 飾演 カムバック
- So long !  第一夜（2013年2月11日，日本電視台）

### 电影
- スリーデイボーイズ（2009年7月4日，FREAK ENTERTAINMENT）
- ×ゲーム（2010年9月18日公開，ジョリー・ロジャー） - 飾演 明神理香子
- メリーさんの電話（2011年2月12日，アールグレイフィルム）- 主演・飾演 真由子
- 忍道 -SHINOBIDO-（2012年2月4日） - 飾演 暮松

### 電視動畫
- 蠟筆小新（2012年3月9日、16日，朝日電視台） - 飾 あやりん

## 綜藝節目
- AKB1時59分!（2008年1月24日－3月27日，日本电视台）
- AKB0時59分!（2008年5月5日－26日，日本电视台）
- 周刊AKB（2009年8月14日－21日、11月6日－13日、2010年1月29日－，东京电视台）
- AKBINGO!（2009年8月26日、12月23日、30日、2010年3月3日－17日、5月12日－26日、10月27日、12月15日、2011年1月5日，日本電視台）
- AKB48神TV（家庭劇場）
  - 特別節目〜分組對抗!春季保齡球大賽〜（2010年4月30日）
  - Season7（2011年7月24日、31日）
- 熱血BO-SO TV（2010年9月11日，千葉電視台）
- AKB和××!（2011年10月21日，讀賣電視台）
- 微妙〜（2011年10月27日、11月24日，ひかりTV）

## 广播节目
- ON8 柱NIGHT! with AKB48（2007年12月24日、2008年1月14日、2010年4月12日，bayfm）
- AKB48 喂！明天老時間。（日语：AKB48 明日までもうちょっと。）（2008年4月28日、6月2日、23日、7月28日、2010年4月25日、6月28日，文化放送）
- AKB48お台場ファイティーン（2009年10月15日、2009年12月24日，DECKS Tokyo Beach）
- AKB48 ALL NIGHT NIPPON（日语：AKB48のオールナイトニッポン）（2011年9月30日，日本放送）

## 遊戲
- 萌麻雀入門!（2008年，Hudson Soft PSP） - 飾演 本多一月
- 與AKB1/48 偶像戀愛的話…（2010年，NAMCO BANDAI Games PSP） - 飾演 本人
- 與AKB1/48 偶像在關島戀愛的話…（2011年，NAMCO BANDAI Games PSP） - 飾演 本人

## 舞台劇
- Arts Fusion in KANAGAWA ドリル魂 YOKOHAMA ガチンコ編（2010年2月26日－28日，神奈川县立青少年中央厅）

## 書籍
- 菊地あやか 2012年日曆（2011年11月19日、ハゴロモ）